# Эльшайд
Эльшайд (нем. Ellscheid) — община в Германии, в земле Рейнланд-Пфальц. 
Входит в состав района Вульканайфель. Подчиняется управлению Даун.  Население составляет 265 человек (на 31 декабря 2010 года). Занимает площадь 5,21 км².